# Måløy
Måløy – miasto w zachodniej Norwegii, w okręgu Sogn og Fjordane, centrum administracyjne gminy Vågsøy. Miejscowość leży na południowej stronie wyspy Vågsøy nad cieśniną Ulvesundet, przy norweskiej drodze krajowej nr 15. Måløy znajduje się 6 km na południe od miejscowości Raudeberg. Dojazd do północnej części wyspy możliwy jest tylko dzięki tunelowi – Skoratunnelen. Połączenie drogowe Måløy ze stałym lądem odbywa się mostem, który został oddany do użytku w 1974 roku.
Måløy jest jednym z najważniejszych portów rybackich w regionie, w 1964 roku uzyskało status centrum administracyjnego gminy. W mieście w 2013 roku zamieszkiwało 3.242 osoby.
Måløy została założone jako osada handlowa na małej wyspie Moldøe/Måløya, w cieśninie Ulvesundet pomiędzy wyspą Vågsøy a kontynentem. Wraz z rozwojem handlu, miasto stopniowo przemieszczało się na większą wyspę Vågsøy, zachowując nazwę mniejszej wyspy. Podczas II wojny światowej wyspa Moldøe/Måløya była używana jako niemiecka twierdza przybrzeżna, co doprowadziło do wyeliminowania całego osadnictwa na wyspie, kosztem pozyskania miejsca na fortecę, a także w wyniku operacji Archery w grudniu 1941 roku.